# Baka Bukas
Baka Bukas es una película dramática filipina de 2016 escrita, coproducida y dirigida por Samantha Lee en su debut como directora de largometrajes. Protagonizada por Jasmine Curtis-Smith y Louise delos Reyes, la película cuenta la historia de Alex (Curtis-Smith), una joven que empieza a enamorarse de su mejor amiga Jess (delos Reyes).
El filme se estrenó por primera vez en el festival Cinema One Originals de 2016, donde ganó el premio del público y los galardones a mejor sonido y mejor actriz (para Curtis-Smith). En 2017, el canal Star Cinema adquirió los derechos de distribución de Baka Bukas junto con los de otra película de temática LGBT, 2 Cool 2 Be 4gotten.

## Sinopsis
Alex es una joven de 23 años que se desempeña en varios trabajos. Su familia y amigos saben que es homosexual excepto su mejor amiga Jess, de la que está enamorada en secreto. Una furiosa llamada de la exnovia de Alex le revela la verdad y Jess no puede creer que Alex haya conseguido ocultarle esa faceta de sí misma. Después de prometerle que nada cambiará entre ellas, Jess empieza a considerar la idea de sentir algo por Alex. Se besan una noche y, con el tiempo, empiezan a explorar una relación romántica.
Jess es una actriz en ciernes que acaba de dar el salto a la fama, por lo que tiene que ocultar su vida sentimental, algo que a Alex le resulta difícil. Jess insiste en que aún podría funcionar, pero Alex decide que tiene que ponerle fin. Le pide a Jess que le dé sesenta días después de la ruptura para seguir adelante y volver a ser amigas, pero Alex es incapaz de cumplir su parte del trato y no vuelven a verse hasta más de un año después, en la fiesta de cumpleaños de una amiga común.

## Reparto
- Jasmine Curtis-Smith es Alex
- Louise delos Reyes es Jess
- Kate Alejandrino es Kate
- Nelsito Gomez es David
- Gio Gahol es Julo

## Producción

### Desarrollo
Baka Bukas es la ópera prima de Samantha Lee como directora, quien desarrolló el concepto de la película basándose en su propia relación con una compañera. Además, declaró en una entrevista para CNN Filipinas: «Baka Bukas es la historia de lo que ocurre cuando te enamoras de tu mejor amiga. Conceptualicé la película porque quería ver una representación de la comunidad LGBT que fuera más allá de los retratos que se muestran en los principales medios de comunicación. Los personajes de esta película son seres humanos funcionales con todos sus defectos. Son más que un mero accesorio de la trama, son la trama».
Lee escribió el guion durante 10 días. Retomó la temática LGBT en su siguiente película, Billie & Emma, que también cuenta la historia de una relación sentimental entre dos mujeres.

### Rodaje
Baka Bukas incluye una escena en la que Jasmine Curtis-Smith y Louise delos Reyes se besan. Aunque admitió estar nerviosa por la escena de antemano, Curtis-Smith dijo en entrevistas que al final se sintió cómoda interpretándola, al igual que delos Reyes. La escena fue obtenida en tres tomas.

## Lanzamiento
El filme fue uno de los finalistas de la programación original del festival Cinema One Originals de 2016 y se estrenó del 14 al 22 de noviembre de 2016. Durante la ceremonia de entrega de premios del festival, celebrada en el Dolphy Theatre de Ciudad Quezon el 20 de noviembre, Baka Bukas obtuvo tres galardones: el premio del público, el premio a mejor sonido y el galardón a mejor actriz, entregado a Curtis-Smith.
En febrero de 2017 se confirmó que la cadena Star Cinema había obtenido los derechos de distribución.

## Recepción
Philbert Dy de The Neighborhood afirmó en su reseña: «Baka Bukas no funciona realmente como un todo, pero hay momentos que son realmente conmovedores. En general, la película funciona mejor cuanto más personal es, cuanto más profundiza en la psicología de su protagonista y su relación con el mundo en general. Con una gran interpretación principal, el filme se beneficia de un enfoque más limitado. Cuando se desvía de ese enfoque, cuando se centra en los demás personajes y en el mundo en general, no tiene la misma fuerza. Lo que sale de esta película es realmente valioso, pero el camino es mucho más duro de lo necesario».
Oggs Cruz, de Rappler, comentó: «Hay películas que necesitan aspereza para funcionar. Baka Bukas ni siquiera lo necesita, pero le vendría bien un toque sutil. Aun así, los personajes siguen siendo los brillantes, entusiastas y parlanchines millennials que son. El resultado es una película embotada por su insípida devoción al romance color pastel entre sus dos protagonistas. Lee desaprovecha su intrigante medio, aferrándose convenientemente a todos los tropos y estereotipos en lugar de añadir algo más. Al final, la película se siente como un no-evento, una exploración fallida de emociones que son tan fugaces como todas las palabras que los personajes de Lee pronuncian repetidamente».

## Premios y reconocimientos
| 2016 | Cinema One Originals Film Festival |                        |                      |          |       |
| 2016 | Cinema One Originals Film Festival | Premio de la audiencia | Baka Bukas           | Ganadora | [ 2 ] |
| 2016 | Cinema One Originals Film Festival | Mejor sonido           | Baka Bukas           | Ganadora | [ 2 ] |
| 2016 | Cinema One Originals Film Festival | Mejor actriz           | Jasmine Curtis-Smith | Ganadora | [ 2 ] |